# Нарайл
Нарайл (бенг. নড়াইল) — город и муниципалитет на западе Бангладеш, административный центр одноимённого округа. Расположен на берегах реки Читра. Площадь города равна 28,89 км². По данным переписи 2001 года, в городе проживало 36 785 человек, из которых мужчины составляли 51,34 %, женщины — соответственно 48,66 %. Плотность населения равнялась 1273 чел. на 1 км². Уровень грамотности взрослого населения составлял 51,7 % (при среднем по Бангладеш показателе 43,1 %).